# Gustave Mesureur
Gustave Mesureur, né le 2 avril 1847 à Marcq-en-Barœul (Nord) et mort le 19 août 1925 à Paris, est un homme politique français. Fondateur de l'Association pour les réformes républicaines, puis du Comité d'action pour les réformes républicaines, il devient en 1901 le premier président du Parti radical-socialiste.

## Biographie
Gustave Mesureur est député du département de la Seine (75) de 1887 à 1902 et ministre du Commerce, de l'Industrie, des Postes et Télécommunications du 1er novembre 1895 au 29 avril 1896 dans le gouvernement Léon Bourgeois. Il est également directeur général de l'Assistance Publique (1902-1920) et créateur de l'école d’infirmières de l’hôpital de la Pitié-Salpétrière. Maire de La Celle-Saint-Cloud (Seine-et-Oise) de 1912 à 1919.
Franc-maçon, en 1869 il est initié à la loge « Justice » (loge no 133 du Suprême Conseil de France), qui réunit plusieurs hommes politiques, il refuse d'être initié dans les grades supérieurs et en 1880, il fonde la Grande Loge symbolique écossaise dont il est le président en 1883, 1887 et 1894, ensuite il est à trois reprises Grand maître de la Grande Loge de France, de 1903 à 1910, de 1910 à 1911 et de 1924 à 1925.
De son mariage le 25 septembre 1873 avec Amélie Modeste Françoise de Wailly, il eut une fille, Suzanne (1882-1927), qui épouse en 1919 à Paris Louis-Edmond de Bourbon (1878-1940) et divorce en 1920.
En 1901, il est le premier président du parti radical-socialiste.
Il meurt le 19 août 1925 en son domicile au no 6 quai de Gesvres dans le 4e arrondissement de Paris, et, est inhumé au cimetière du Père-Lachaise (93e division).

## Hommage
- Square Gustave-Mesureur (Paris)

## Sources
- « Gustave Mesureur », dans Adolphe Robert et Gaston Cougny, Dictionnaire des parlementaires français, Edgar Bourloton, 1889-1891 [détail de l’édition]
- Gustave Mesureur, Base de données de l'Assemblée Nationale, détails de la biographie[1]]